# Navegador en modo texto

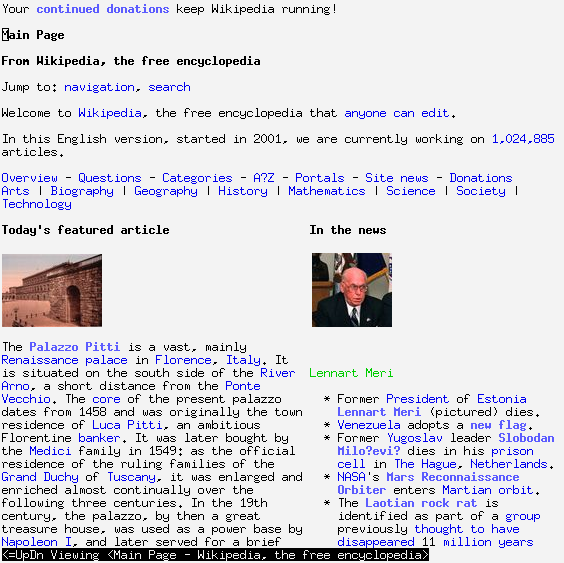
w3m mostrando la página principal de Wikipedia con imágenes.

Un navegador web basado en texto es un navegador web que representa sólo el  texto de  las páginas web e ignora  el contenido  gráfico. Bajo conexiones de banda ancha reducida, generalmente, hace que las páginas sean más rápidas que con los navegadores gráficos gracias a la reducción de las exigencias del  ancho de banda. Aparte de que, la mayor funcionalidad  CSS, JavaScript y tipografía de los navegadores gráficos requiere más recursos de la  CPU.
Los navegadores basados en texto suelen ser muy útiles para usuarios con  discapacidad visual o  ceguera parcial. Son especialmente útiles con  la síntesis de voz o el software de texto a voz, que lee el contenido a los usuarios.

## Lista de navegadores basados en texto

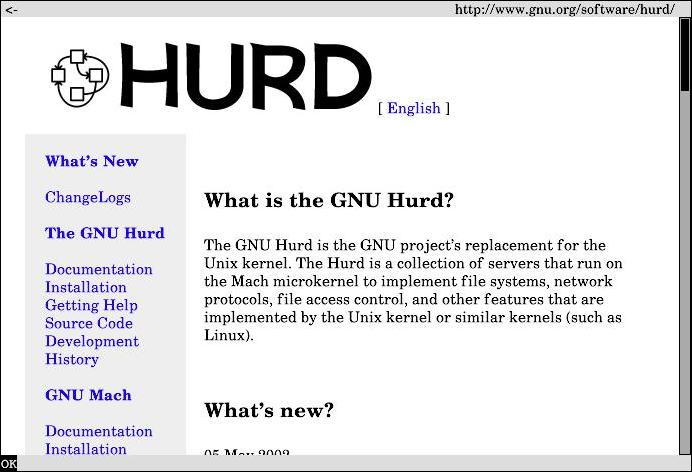
Captura de pantalla de Links, que muestra la web de GNU Hurd

- Navegador Web Charlotte (por CMS / de VM) [habla][1][2][3][4]
- Emacs / W3 & EWW para GNU Emacs
- Navegador en modo línea (por Tim Berners-Lee)
- Links
  - ELinks
- Lynx (I derivados ALynx y DosLynx)
- w3m
- Webbie
- browsh